# Delray Beach, Florida
Delray Beach är en stad (city) i Palm Beach County, i delstaten Florida, USA. Enligt United States Census Bureau har staden en folkmängd på 61 209 invånare (2011) och en landarea på 40,9 km².